# Aksai Chin

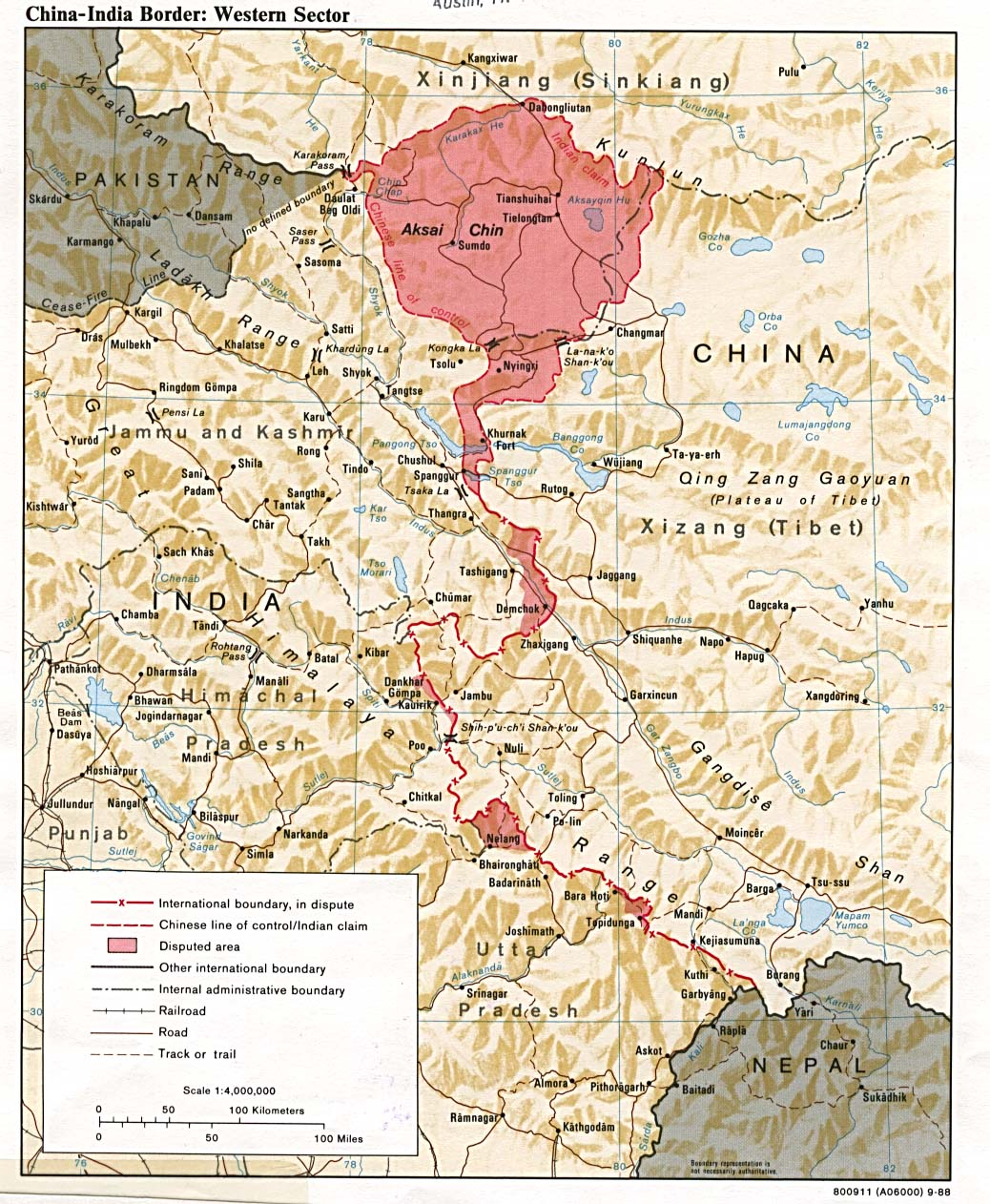
Zachodnia część granicy chińsko-indyjskiej, z zaznaczonym obszarem Aksai Chin

Aksai Chin (chiń. upr. 阿克赛钦; chiń. trad. 阿克賽欽; pinyin Ākèsàiqīn, hindi अकसाई चिन) – część Wyżyny Tybetańskiej, leżąca na wschód od gór Karakorum. Rejon sporny o powierzchni 38 000 km², pomiędzy Chinami a Indiami. Jest administrowany przez Chiny, dla Hindusów stanowi jednakże część indyjskiego Kaszmiru. Znajduje się tutaj najwyżej położona słona pustynia świata (na wysokości ponad 5000 m n.p.m.). Rejon dziki i słabo zaludniony.